# Чагарниковий степ Снейку та Колумбії
Чагарниковий степ Снейку та Колумбії (ідентифікатор WWF: NA1309) — неарктичний екорегіон пустель і склерофітних чагарників, розташований на заході США.

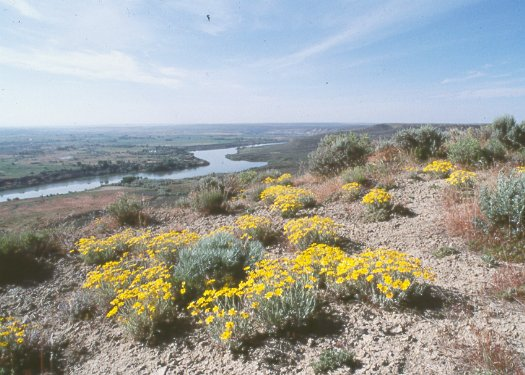
Чагарниковий степ Айдахо

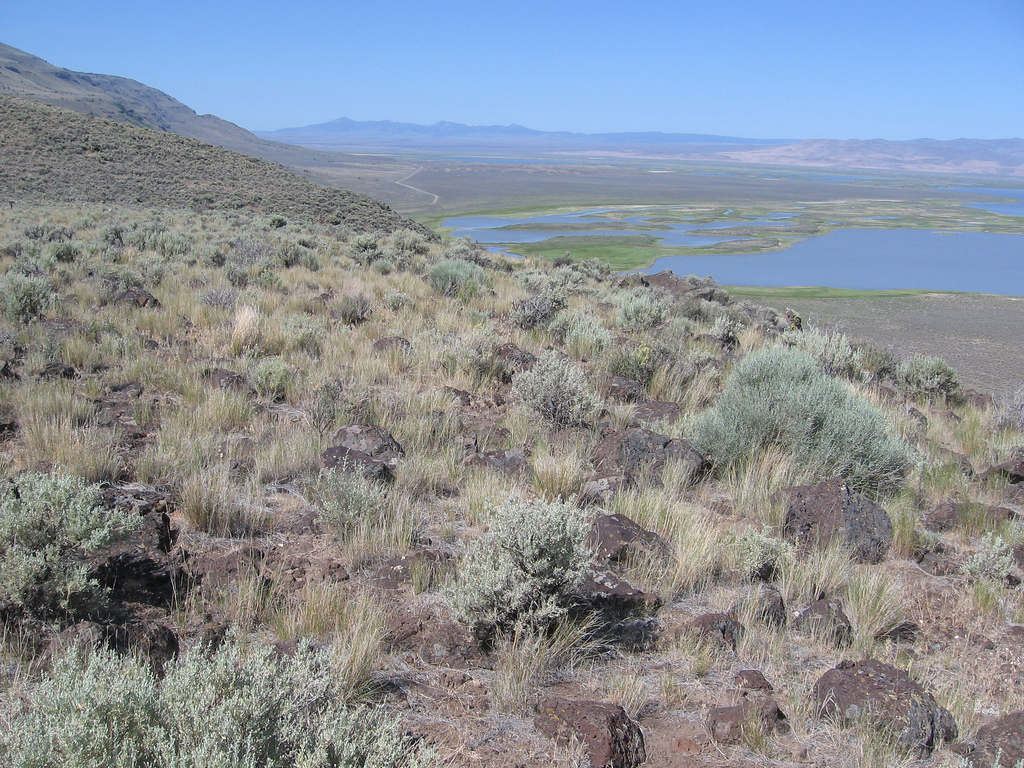
Ландшафт Національного природного заповідника гори Гарт

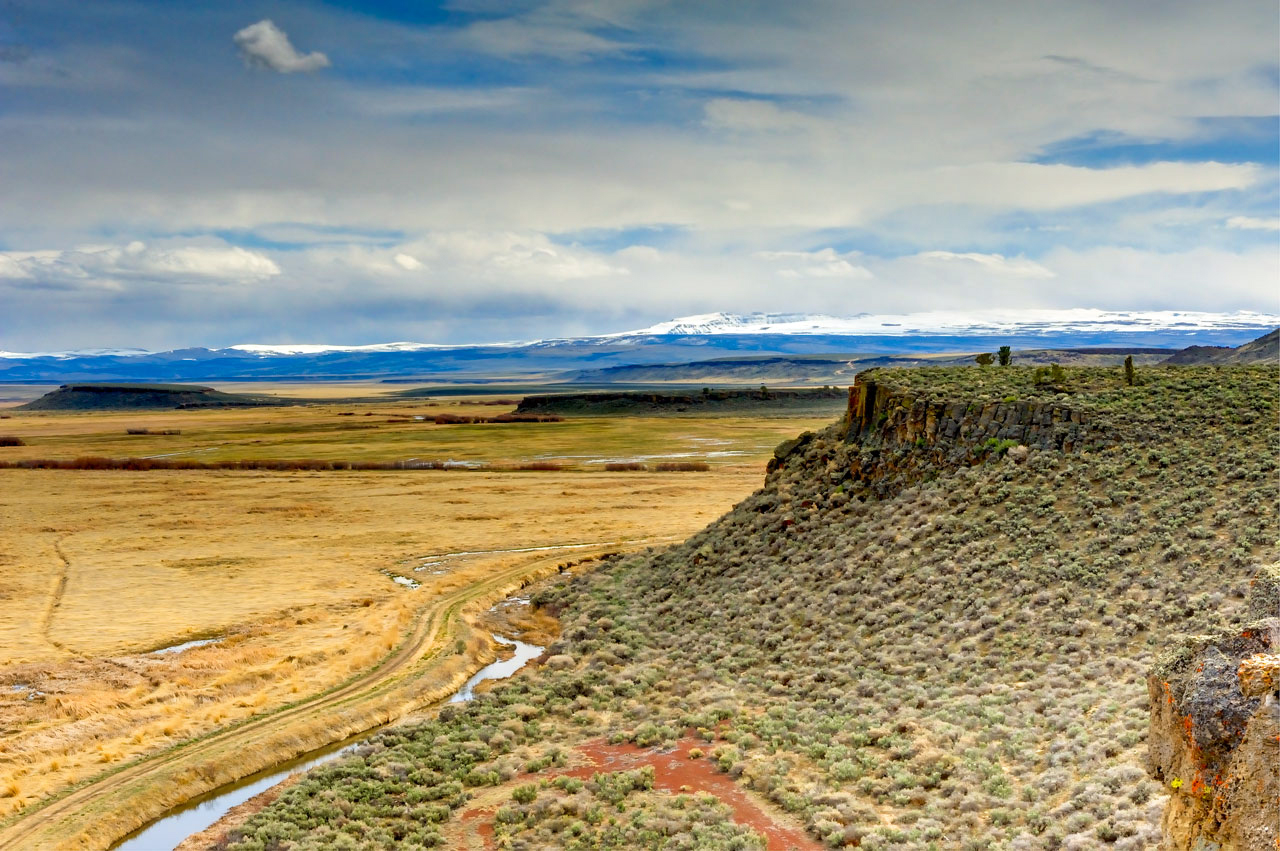
Ландшафт Національного природного заповідника Малур

## Географія
Екорегіон чагарникового степу Снейку та Колумбії охоплює території, розташовані на півдні Айдахо, півночі Невади, північному сході Каліфорнії, південному сході Орегону та південному сході Вашингтону. Його східною межею є Континентальний вододіл, що проходить на сході Айдахо, звідки він простягається через Снейкське плато, западину Харні та долину Ворнер, яка є частиною регіону Орегонських озер, на захід до підніжжя гір Ворнер. Далі екорегіон повертає на північ вздовж долини річки Дешут та досягає західної частини Колумбійського плато в штаті Вашингтон.
На південному сході екорегіону протікає річка Снейк, яка є найбільшою притокою Колумбії. Вона бере початок на Єллоустоунському плато у Скелястих горах, після чого тече по Снейкському плато на захід. Далі річка повертає на північ, прорізаючи Пекельний каньйон, найглибший каньйон на території США, та впадає у Колумбію на північному заході екорегіону. Південний захід екорегіону є частиною Великого Басейну та включає низку басейнів внутрішнього стоку. Багато невеликих річок, що протікають територією екорегіону, є сезонними та пересихають влітку. Після сильних дощів деякі западини заповнюються водою, утворюючи ефемерні озера.
Екорегіон включає низку приголомшливих ландшафтів, які утворилися внаслідок вулканічної активності в минулому, зокрема гору Гарт, пустелю Блек-Рок, гору Стінс та Місячні кратери. На більшій частині екорегіону переважають напівпустельні улоговини, лавові плато, пересохлі озерні западини та водно-болотні угіддя, які перемежовуються стрімкими бриловими горами.
Деякі частини екорегіону, зокрема долина Снейку в Айдахо та долина Колумбії у Вашингтоні є відносно густонаселеними, однак більша частина регіону є дикою та незаселеною. Озеро Блюджойнт, яке лежить у долині Ворнер, біля підніжжя хребта Покер-Джим, є найвіддаленішою від міжштатної автомагісталі точкою у континентальних США.
В передгір'ях Каскадних гір на заході екорегіон переходить у ліси сходу Каскадних гір, в Скелястих горах на сході — у ліси півдня Центральних Скелястих гір, а в Блакитних горах, які розділяють Колумбійське та Снейкське плато — у ліси Блакитних гір. На південь від екорегіону поширені чагарникові степи Великого Басейну, а у східній частині Колумбійського плато — палуські прерії. Деякі високогірні райони, розташовані на півдні регіону, є частиною екорегіону гірських лісів Великого Басейну.

## Клімат
На більшій частині екорегіону переважає напівпустельний клімат (BSk за класифікацією кліматів Кеппена), а у найбільш посушливих районах — пустельний клімат (BWk за класифікацією Кеппена). Літо в регіоні тепле або спекотне, а зима холодна. Оскільки плато регіону лежать у дощовій тіні, опадів тут випадає мало, переважно взимку. На західних схилах гори Стінс заввишки 2968 м, розташованій у Високій пустелі на півдні Орегону, за рік випадає 630 мм опадів, в пустелі Алворда, що лежить  на схід від цієї гори — 180 мм опадів, а в пустелі Блек-Рок, розташованій на північному заході Невади, — лише 171 мм опадів.

## Флора
Основними рослинними угрупованнями екорегіону є чагарникові степи, у яких домінують чагарники тризубчастого полину (Artemisia tridentata) та чагарничкового полину (Artemisia arbuscula). Крім того, у полинових степах зустрічаються різноманітні багаторічні трави, такі як айдахська костриця (Festuca idahoensis), колосистий житняк (Pseudoroegneria spicata) та голкова трава Тербера (Eriocoma thurberiana), а також кущі сіруватої лутиги (Atriplex canescens) та різні види кролячих кущів (Chrysothamnus spp.). Подекуди у степах зустрічаються поодинокі західні яловці (Juniperus occidentalis). Між скупченням трав та кущів земля вкрита біологічною корою з грибів, лишайників, ціанобактерій, мохів та водоростей. Ця кірка є важливою для кругообігу поживних речовин, стабільності ґрунту та інших екологічних функцій.
На схилах ізольованих гірських хребтів, що підіймаються над рівнинами та плато екорегіону, зростають чагарники гірського тризубчастого полину (Artemisia tridentata subsp. vaseyana), кучеряві хвостоплідники (Cercocarpus ledifolius), західні яловці (Juniperus occidentalis) та купини айдахської костриці (Festuca idahoensis), а на їх вершинах — ізольовані ділянки хвойних лісів, основу яких складають тисолисті дуґласії (Pseudotsuga menziesii), субальпійські ялиці (Abies lasiocarpa) та американські осики (Populus tremuloides). У горах Північної Невади також зустрічаються гнучкі сосни (Pinus flexilis) та білокорі сосни (Pinus albicaulis). В долинах річок поширені прибережні ліси, основу яких складають тополі (Populus spp.) та верби (Salix spp.). 
Основними факторами порушень у степах регіону є пожежі, випас великих травоїдних тварин та коливання опадів і температури. Пожежі можуть сприяти росту трав та знищувати полинові чагарники. З іншого боку, полин пристосований до сильних посух, які знищують трави.

## Фауна
В межах екорегіону зустрічається 104 види ссавців та понад 200 видів птахів. Серед поширених в екорегіоні ссавців слід відзначити чорнохвостого оленя (Odocoileus hemionus), білохвостого оленя (Odocoileus virginianus), гірського вапіті (Cervus canadensis nelsoni), товсторога (Ovis canadensis), вилорога (Antilocapra americana), великовухого зайця (Lepus californicus), білохвостого зайця (Lepus townsendii), гірського кролика (Sylvilagus nuttallii), айдахського кролика (Brachylagus idahoensis), канадського голкошерста (Erethizon dorsatum), малого бурундука (Neotamias minimus), соснового бурундука (Neotamias amoenus), жовточеревого бабака (Marmota flaviventris), гірську полівку (Microtus montanus), західну заподу (Zapus princeps), самотню торбомишу (Perognathus parvus), західну врожайницю (Reithrodontomys megalotis), білочереву коникоїдку (Onychomys leucogaster), полинову строкатку (Lemmiscus curtatus), кенгурового стрибуна Орда (Dipodomys ordii), північного гоферчика (Thomomys talpoides), гоферчика Таунсенда (Thomomys townsendii), каньйонову мишу (Peromyscus crinitus), білохвостого піщаного ховраха (Ammospermophilus leucurus), ховраха Мерріама (Urocitellus canus), ховраха Белдінга (Urocitellus beldingi), сіру вивірку (Sciurus carolinensis), плямистого кажана (Euderma maculatum) та блідого кажана (Antrozous pallidus).
Серед поширених в регіоні хижаків слід відзначити північноамериканську пуму (Puma concolor couguar), руду рись (Lynx rufus), койота (Canis latrans), звичайну лисицю (Vulpes vulpes), довговуху лисицю (Vulpes macrotis), американського горностая (Mustela richardsonii), довгохвосту ласицю (Neogale frenata), американського борсука (Taxidea taxus), смугастого скунса (Mephitis mephitis), західного плямистого скунса (Spilogale gracilis) та звичайного ракуна (Procyon lotor). На берегах річок зустрічаються канадські бобри (Castor canadensis), канадські видри (Lontra canadensis), річкові візони (Neogale vison) та болотяні ондатри (Ondatra zibethicus). Ендеміками екорегіону є ховрахи Таунсенда (Urocitellus townsendii) та південноайдахські ховрахи (Urocitellus endemicus). Раніше в екорегіоні зустрічалися рівнинні бізони (Bison bison bison), барибали (Ursus americanus) та вовки (Canis lupus), однак наразі вони в регіоні вимерли.
Серед поширених в екорегіоні птахів слід відзначити гострохвостого тетерука (Centrocercus urophasianus), каліфорнійську перепелицю (Callipepla californica), чорнощокого пораке (Phalaenoptilus nuttallii), американського луня (Circus hudsonius), прерієвого канюка (Buteo swainsoni), королівського канюка (Buteo regalis), прерієвого сокола (Falco mexicanus), американського сича (Athene cunicularia), болотяну сову (Asio flammeus), західну сплюшку (Megascops kennicottii), білогорлого серпокрильця (Aeronautes saxatalis), канадську сороку (Pica hudsonia), західного тирана (Tyrannus verticalis), великого феба (Sayornis saya), сірого пісняра-лісовика (Empidonax wrightii), американського сорокопуда (Lanius ludovicianus), скельного орішця (Salpinctes obsoletus), каньйонового орішця (Catherpes mexicanus), осокового пересмішника (Oreoscoptes montanus), рогатого жайворонка (Eremophila alpestris), потюка (Chondestes grammacus), лучну карнатку (Spizella breweri), польову вівсянку (Pooecetes gramineus), саванову вівсянку (Passerculus sandwichensis), невадійську вівсянку-пустельницю (Artemisiospiza nevadensis), зеленохвостого тауї (Pipilo chlorurus), жовтоголового тордо (Xanthocephalus xanthocephalus) та західного шпаркоса (Sturnella neglecta). На берегах водойм зустрічаються рогодзьобі пелікани (Pelecanus erythrorynchos), довгодзьобі плавунці (Phalaropus tricolor), американські чоботярі (Recurvirostra americana), чорні крячки (Chlidonias niger) та пірникози Кларка (Aechmophorus clarkii), а у хвойних лісах в горах на півдні Айдохо — ендемічні ідагоські шишкарі (Loxia sinesciuris).
Герпетофауна екорегіону є доволі різноманітною. Вона включає численних ящірок, зокрема пустельну комірцеву ігуану (Crotaphytus bicinctores), полинову ігуану (Sceloporus graciosus), західну парканну ігуану (Sceloporus occidentalis), довгоносу леопардову ящірку (Gambelia wislizenii), плямистобоку ігуану (Uta stansburiana), західного батогохвоста (Aspidoscelis tigris), пустельну фриносому (Phrynosoma platyrhinos), велику короткорогу фриносому (Phrynosoma hernandesi) та майже ендемічну фриносому Дугласа (Phrynosoma douglasii)
Річкою Овайхі, притокою Снейку, що протікає територією Південно-Західного Айдахо та Південно-Східного Орегону, колись відбувався прогін лосося. Територія регіону була одним з небагатьох місць у світі, де анадромні види риб зустрічалися у гірських пустелях.

## Збереження
Основними загрозами для збереження природи екорегіону є надмірний випас худоби, боротьба з пожежами та спричинені нею пожежі високої інтенсивності, а також поширення інтродукованих видів трав, які замінюють місцеві багаторічні види. У деяких районах, зокрема в околицях Бойсе в штаті Айдахо, відбувається розширення площі поселень.
Близько 14,2 % площі екорегіону є заповідними територіями. Природоохоронні території включають: Національний заповідник антилоп гори Гарт, Національний природний заповідник Малур, Національний природний заповідник Шелдон, Національну заповідну зону хижих птахів річки Снейк, Національні луки Керл'ю, Природну зону пустелі Блек-Рок, Національну пам'ятку Ханфорд-Річ, Національну пам'ятку скам'янілостей Гагермена та Національну пам'ятку Місячних кратерів.